# 春日號列車
春日（日语： Kasuga */?）號列車是由東海旅客鐵道（JR東海）和西日本旅客鐵道（JR西日本）運行於名古屋站至奈良站之間的急行列車。曾經該列車由日本國有鐵道（國鐵）營運，曾經列車行走於名古屋站至奈良站、湊町站（現時：JR難波站）之間。列車途經關西本線。
此條目同時記載中京圈和近畿地方之間，途經關西本線之優等列車演變。

## 概要
「春日」的出現是在戰前為了與大阪電氣軌道、參宮急行電鐵（後來為近畿日本鐵道）競爭而開設。國鐵在1930年（昭和5年）10月開始開設快速列車。該列車的開設是為了提供名阪之間的快速列車服務，同時為了減輕東海道本線的負擔而設。當時名阪之間最短的路線是關西本線。後來在第二次世界大戰一度暫停營運。在1949年（昭和24年）6月開設了臨時準急列車，同年9月變為定期列車。
關西本線名古屋站至湊町站（現時：JR難波站）之間的距離比東海道本線名古屋站至大阪站之間距離短。而與關西本線並行的東海道本線由於未完全電氣化，與關西本線並行的近鐵需要在中途站轉乘，在這個情況下，該準急列車成為了名阪之間一個重要的列車服務。在1955年（昭和30年）3月，該優等列車首次引入柴油列車。翌年1956年（昭和31年）7月進行提速，天王寺站至名古屋站之間的所需時間縮短至2小時39分鐘（奈良站至名古屋站需時2小時7分鐘），與近鐵的所需時間拉近距離。
後來，隨著東海道本線電氣化完成，在該線上的特急「燕」、「鳩」和新設的電動列車準急「比叡」等優等列車之所需時間比較短。另一方面，近鐵引入新型車輛和解決需要在中途站轉乘後，所需時間也有縮短。因此在1960年代以後，「春日」的定位便變為只服務當地的急行列車。當時「春日」與「文殊蘭」、「平安」等途經關西本線前往其他地區的準急結併，因此所需時間有所延長。特別在改善氣動車快速網後，奈良站至湊町站之間的使用量惡化。在東海道新幹線、名阪國道開通後，每年的使用人次持續減少。在1963年（昭和38年）10月起，部分班次開始縮短至行走於名古屋站至奈良站之間，以新設列車來往奈良站至湊町站之間。在1968年（昭和43年）10月，上行剩下1班前往奈良站以西的列車降級為快速列車。在1973年10月，奈良站至湊町站之間電氣化工程完成，所有列車均於奈良站到發。後來，由於急行列車的衰退，使班次慢慢繼續減少。後來由於不再結併車輛和改用KiHa75系，行走所需時間回到全盛時期（在1999年12月8日時間表修正中，使用KiHa75系，行走於奈良站至名古屋站之間最快只需2小時8分鐘），但是依然沒有很大改善。最後剩下1個往返班次於2006年（平成18年）3月廢除。

## 運行概況
截至1949年9月變成定期列車時，當時設有3個往返班次，於地方幹線中比較少見。在1980年，連同行走在關西本線的「黑潮」之內，下行共有3班、上行共有5班。在1982年5月，名古屋站至龜山站之間電氣化後，只剩下2個往返班次。在1985年3月，只剩下1個往返班次。
在1985年3月起，唯一班次在名古屋站於早上出發，回程於黃昏出發。
急行「春日」是關西本線河原田站至奈良站之間最後一個優等列車。同時是JR東海內最後的定期日行急行列車。隨著急行「春日」廢除，奈良縣內再沒有使用柴油列車行走定期客運列車。同時奈良縣內再沒有JR定期優等列車（特急、急行）行走，成為了第一也是唯一的都道府縣沒有JR定期優等列車。

### 停車站
名古屋站 - 桑名站 - 四日市站 - 龜山站 - 柘植站 - 伊賀上野站 - 奈良站
此外在賞梅時期，列車會臨時停靠月瀨口站。在觀櫻時期，列車會臨時停靠笠置站。

### 使用車輛、編成

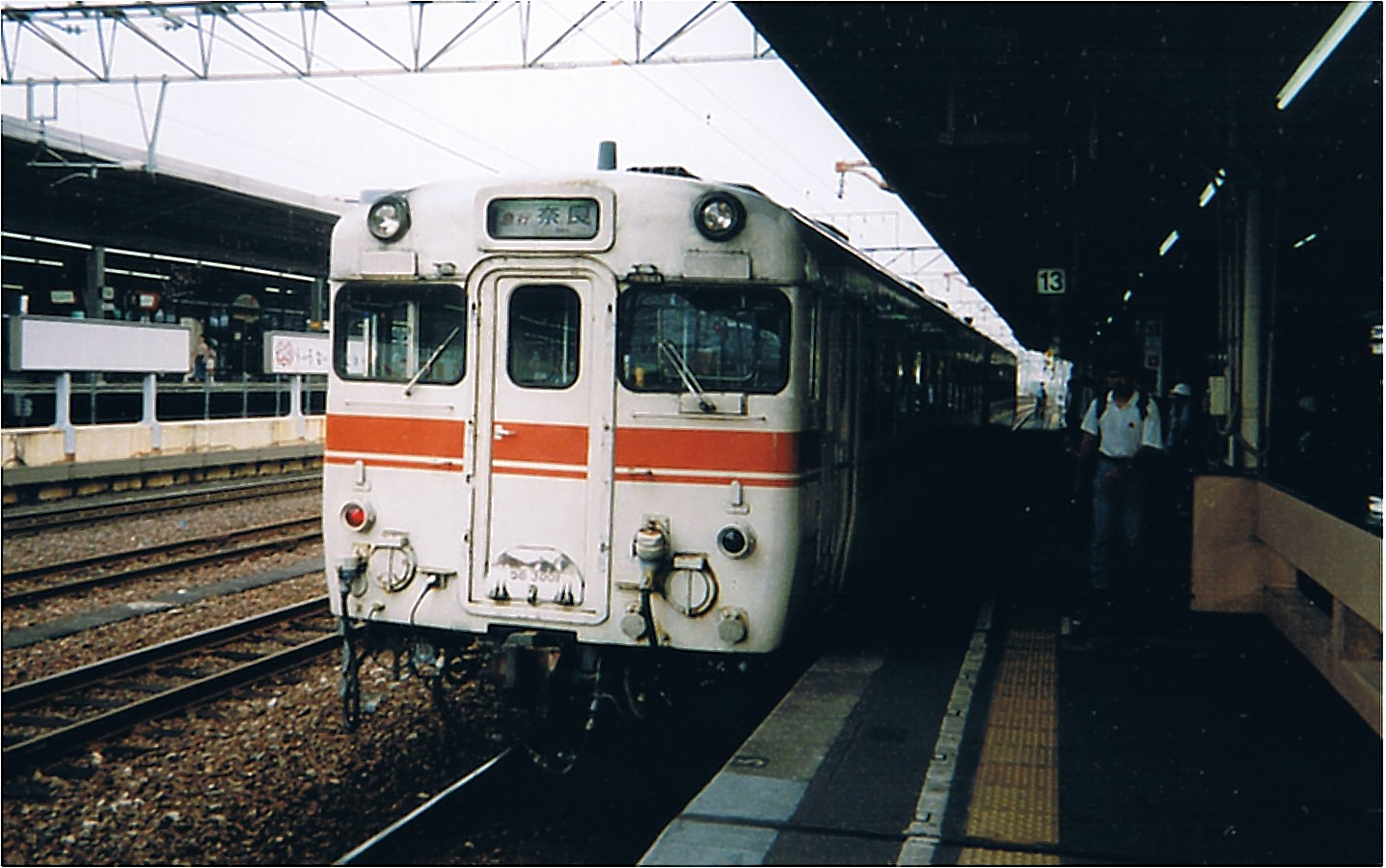
使用KiHa58、65形行走急行「春日」（1998年，名古屋站）

在開始運行初期，列車使用蒸氣機車牽引SuHa43系等客車。在1955年起，開始試行引入KiHa50形柴油列車。在1956年起，再引入了KiHa51形，使所有班次均使用柴油列車。在1957年起引入了KiHa55系柴油列車，以提高服務質素。在1973年起更換列車為KiHa58系，使所有班次列車均設有空調設備。在1982年，由於使用量低迷，使取消連結綠色車廂。在1986年後，急行「春日」開始使用KiHa58系、KiHa65形，並開始連結指定席車廂。在民營化後，KiHa58系和KiHa65形的座位有所升級，車廂座位使用新幹線0系電動列車的座位（3000番台。由於專用車輛只有1編成，因此進行車輛檢査時會使用其他番台車輛代行）。在1999年起開始更換KiHa75形柴油列車，3門車廂，使列車服務被降級（使用可轉換式交叉座椅和非急行顏色車身），直至列車廢除。
截至廢除一刻，基本上為2卡編成。在多客時期以4卡編成（2卡+2卡）行走。此外，急行「春日」是JR日間急行最後連結座席指定席的列車。車輛使用JR東海名古屋車輛區所屬，現時行走快速「三重」的KiHa75形。在3門車輛中，中間的車門不會開啟，各個座位都是由布製成，並且加設頭罩，以區別急行與快速列車。急行「春日」只使用「205+305」或「206+306」編成。直至此列車廢除前，急行「春日」成為了國鐵分割民營化後有使用新型車輛的急行列車，但是這個做法沒有令客量增加。在廢除「春日」後的2015年，上述的兩抽編成進行車輛耐寒工程（206+306也進行一人控制化工程），把列車編號改變（現時的編號為「1205+1305」和「3206+3306」），車廠由名古屋車輛區轉往美濃太田車輛區。在轉廠後行走高山本線和太多線的普通列車。

### 擔當車長區
- JR東海：名古屋運輸區（日语：名古屋運輸区）、龜山運輸區（日语：亀山運輸区）（名古屋站 - 龜山站之間）
- JR西日本：龜山鐵道部（日语：亀山鉄道部）（龜山站 - 奈良站之間）

## 途經關西本線的優等列車簡介

### 平安
「平安」是行走於名古屋站至京都站之間的準急列車，於1962年開始行走。當時，由於東海道本線的路線容量已經十分緊張，沒有空間再增加班次行走名阪之間。另外，比起途經米原站 (147.6公里)，「平安」所途經關西本線、草津線 (138.5公里) 的行車距離較短。在京都市、大津市至三重縣北勢地區的新需要下開設了「平安」。在名古屋站至京都站之間，途經米原站的準急「比叡」使用電動列車，共有8個往返班次，所需時間為約2小時，但是「平安」則使用柴油列車，所需時間為2小時25分鐘。
在1966年升級為急行列車。在1968年，於桑名站到發的1個往返班次被取消。以後在名古屋站至柘植站之間與「春日」結併運輸。在1985年變更運輸區間後，由於與「志摩」整合而廢除。
關於列車名稱，取自在794年至1869年之間，位於京都市內的平安京而得名。

### 飛鳥
在1965年3月，特急「黑潮」開始營運後，為了活用行走「黑潮」的車輛。因此開設了行走於名古屋站至東和歌山站（現時：和歌山站）之間的「飛鳥」號列車，列車不途經天王寺站，途經阪和貨物線而進入關西本線。
在「飛鳥」剛開始運行時，停靠了從未有優等列車停靠的堺市站（當日由金岡站改名而成）。當時該特急連結了餐車，以形合旅行需求，但是由於需要配合車輛調動，因此車輛方面未能滿足使用者的需求。在關西本線內，「飛鳥」與「春日」使用同一速度和所需時間行走，因此運輸時間也差不多。在費用方面，由於「春日」比較平宜，因此「飛鳥」較不受歡迎。在1966年春季不再連接餐車，同年秋季全車變為自由席，使費用有所下降，但是客量沒有改善，最後在1967年10月廢除。
列車名稱取自奈良縣中部，高市郡明日香村內的地區名稱飛鳥。在「飛鳥」的頭牌中，除了原本的日文平假名名稱「あすか」外，還會加上「飛鳥」這個漢字。在日本列車中，於頭牌中把原本的日文外加上漢字的例子包括在柴油列車特急時代的「常陸」，以及161系→181系電動列車特急時代的「朱鷺」。
停車站
名古屋站 - 四日市站 - 龜山站 - 伊賀上野站 - 奈良站 - 王寺站 - 堺市站 - 東和歌山站

## 途經關西本線之優等列車演變
- 1949年（昭和24年）
  - 6月1日：名古屋站至湊町站（現時：JR難波站）之間（途經關西本線）開設毎日行走的臨時準急列車，共有3個往返班次。
  - 9月15日：名古屋站至湊町站之間的準急列車定期化。
- 1955年（昭和30年）3月22日：在3個往返班次中，1個往返班次改用KiHa17形、KiHa50形柴油列車（日语：国鉄キハ10系気動車）。
- 1956年（昭和31年）7月15日：剩下的2個往返班次也改用柴油列車。當初使用KiHa51形（日语：国鉄キハ10系気動車），後來改用KiHa55系（日语：国鉄キハ55系気動車）。
- 1958年（昭和33年）11月1日：準急列車命名為「春日」。
- 1962年（昭和37年）5月1日：名古屋站、桑名站至京都站之間（途經關西本線、草津線）開設準急「平安」。
- 1963年（昭和38年）10月1日：「春日」的1個往返班次縮短至名古屋站至奈良站之間。
- 1965年（昭和40年）3月1日：名古屋站至東和歌山站（現時：和歌山站）之間（途經關西本線、阪和線）開設特急「飛鳥」。
- 1966年（昭和41年）3月5日：「春日」、「平安」升級為急行列車。
- 1967年（昭和42年）10月1日：「飛鳥」被廢除。
- 1968年（昭和43年）10月1日：實施時間表修正，設有以下變更。
  1. 桑名站至京都站之間的「平安」廢除，只剩下1個往返班次。
  2. 名古屋站到發「平安」班次中，於名古屋站至柘植站之間與「春日」結併運輸。
  3. 「春日」的運輸區間中，基本上只限名古屋站至奈良站之間，駛入湊町站的班次只有上行列車1班。
- 1973年（昭和48年）10月1日：所有「春日」的運輸區間改為名古屋站至奈良站之間。
- 1982年（昭和57年）5月17日：「春日」只剩下2個往返班次。
- 1985年（昭和60年）3月14日：「平安」廢除。「春日」削減至1個往返班次。
- 1999年（平成11年）12月8日：「春日」的使用車輛由KiHa58系柴油列車和KiHa65形柴油列車改為KiHa75形柴油列車。
- 2006年（平成18年）3月18日：「春日」被廢除[1]。

## 注腳

## 外部連結
- 準急「春日」 （页面存档备份，存于）（日語） - 鐵道Com
- 特急「飛鳥」 （页面存档备份，存于）（日語） - 鐵道Com